# Emil Bechert
Emil Bechert (* 9. Juli 1843 in Mosbach; † 6. August 1898 in Karlsruhe) war ein badischer Verwaltungsjurist und Politiker.

## Leben
Bechert studierte Rechtswissenschaften an der Universität Heidelberg und wurde dort 1860 Mitglied des Corps Suevia Heidelberg. Nach dem Studium trat er in den badischen Verwaltungsdienst ein und wurde 1866 Amtmann in Pforzheim und 1869 Oberamtmann in Karlsruhe. Im Zuge des Aufbaus einer deutschen Verwaltung im Elsaß wurde Bechert Kreisdirektor im Kreis Schlettstadt und Unterpräsident im Generalgouvernement Elsaß. Er wurde 1874 Regierungsrat, 1877 Ministerialrat im badischen Innenministerium und 1896 Landeskommissär für den Landeskommissärbezirk Karlsruhe.
Der Zweiten Kammer der Badischen Ständeversammlung gehörte er als Nachfolger von Julius Neßler von 1875 bis 1879 als Abgeordneter für den Wahlbezirk des Amtes Karlsruhe an. Er war Mitglied der Fraktion der Nationalliberalen Partei.